# L'Adoració dels pastors (El Greco, Tipus IV, València)

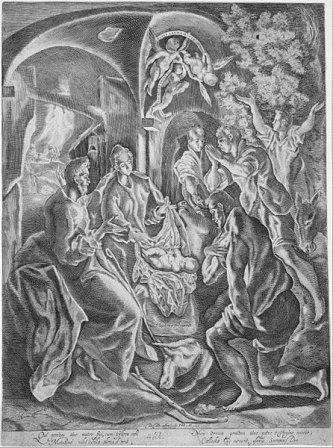
Gravat de Diego de Astor, basat en "L'Adoració dels Pastors" Tipus-IV, d'El Greco.

L'adoració dels pastors és un tema molt recurrent en el corpus pictòric d'El Greco, i tan estimat per l'artista que la versió que va pintar l'any 1612-14, probablement estava destinada a la pròpia capella familiar, a Santo Domingo el Antiguo. Al Catàleg Raonat d'Obres d'El Greco realitzat per Harold Wethey, hi consten 9 obres d'aquesta temática, realitzades per El Greco i/o el seu taller. Aquesta obra en concret està catalogada per Wethey amb el núm. 26 del seu Catàleg, i en el Tipus-IV dins les nou versions d'aquest tema concret
Cal tenir en compte que Wethey posa en dubte el Tríptic de Módena, (veure Modena Triptych) on també hi està representada una Adoració dels Pastors.

## Temàtica de l'obra
L'Adoració dels pastors només apareix a Evangeli segons Lluc［Lc 2:8-20］. El model d'inspiració probablement és La notte d'Antonio da Correggio, que El Greco devia haver vist a Itàlia, i on el Nen Jesús és la Font de la Llum.
Als inventaris realitzats després de la mort d'El Greco, fets pel seu fill Jorge Manuel Theotocópuli, hi consten 8 Natividades en el primer inventari, i 6 en el segon. Ara bé, sovint la Nativitat de Jesús i l'Adoració dels pastors es confonen, tot i que en una Nativitat stricto sensu només hi apareix la Mare de Déu, Josep de Natzaret i el Nen Jesús, mentre que els pastors hi són absents. de manera que és impossible saber quines d'aquestes peces coincideixen amb les obres actualment existents.

## Anàlisi de l'obra
Aquesta obra pren elements de les versions anteriors, però variant-los força. Segons Wethey, aquest Tipus-IV reorganitza element del Tipus-II i del Tipus-III (L'adoració dels pastors (El Greco, Bucarest)
A la dreta, veiem la Verge i Sant Josep, sota les restes d'un edifici. A l'esquerra hi ha un bou, tres pastors, un Àngel vestit de blanc, i el cap d'un ase. A dalt, tres angelets sostenen un filacteri, i a baix hi ha un anyell. El conjunt d'aquestes figures forma un cercle al voltant del Nen Jesús, que és la font lluminosa de l'obra.
El bou aixeca el cap vers els tres angelets. A través d'una obertura a la dreta, veiem la llunyana anunciació als pastors. El Greco pinta la foscor nocturna i la llum procedent del Nen Jesús, amb pinzellades ràpides, aplicant generosament la pintura. Els colors són vibrants i típics del Manierisme: la Verge vesteix túnica vermella i mantell blau, Sant Josep porta una túnica blau clar i mantell goc, el pastor a l'esquerra roba verda sobre calçons vermellosos, i els altres joves porten robes blanques, blaves, grogues i verdoses.
Aquests colors són ressaltats per una llum parpellejant que crea efectes dramàtics. Els personatges mostren el cànon estètic allargat, de cap petit i mirada estàtica, propi d'aquesta etapa del pintor, donant una gran espiritualitat a aquesta obra. Tan aquest personatges com els ropatges mostren una gran agitació, donant la sensació d'una experiència emocional espontània. De fet, les deformacions dels personatges no són únicament òptiques, com era el cas de les etapes anteriors. Ara El Greco ja comença a mostrar un cert expressionisme, que es farà molt més palès en les seves fases posteriors.
En conjunt, és una obra etèria, visionària, onírica, de gran coherència formal i amb unes figures molt ben unificades. Tanmateix presenta algunes incoherències: els peus de Sant Josep i del pastor sota el cap del ruc són "plans", no tenen dits. Tot fa pensar que és una pintura inacabada, que potser és una col·laboració entre el mestre i un ajudant del taller, o que potser és una còpia excel·lent d'un original perdut.

### Estat de conservació
L'estat de conservació és excel·lent perquè ha romàs sempre al mateix edifici. L'any 2014, coincidint amb el 400 aniversari de la mort d'El Greco es va netejar i restaurar, retornant-li l'esplendor original.

### Data de creació
El Greco molt rarament datava les seves obres. En la seva etapa espanyola, només es coneix una pintura signada i datada: L'Assumpció de Maria (St. Domingo el Antiguo) (1577).Tanmateix, per aquesta Adoració dels pastors, tenim una data ante quem (1605) en la qual Diego de Astor va publicar un gravat que reprodueix fidelment aquesta pintura d'El Greco.

### Procedència
Sempre ha estat al Reial Col·legi del Corpus Christi de València però no se sap si hi va ingressar a la mort del seu fundador, Joan de Ribera, (contemporani d'El Greco), o si va ser més tard.
Com a possible donant, cal considerat a Don Pedro Laso de la Vega (1559-1637) conegut col·leccionista d'obres d'El Greco, ja que la muller de Don Pedro estava emparentada amb Joan de Ribera. També és possible que fos una donació d'Isidoro Aliaga,successor de Joan de Ribera a Arxidiòcesi de València, i ben relacionat amb Arxidiòcesi de Toledo.

## Versió delMetropolitan Museum of Art,Nova York
Magnífica versió; pràcticament igual, fins i tot de millor qualitat; Oli sobre tela; Les mesures i la data de realització que dona Wethey són les següents: 164 X 107 cm.;1605-10 ca; Harold E. Wethey li dona el número 27 en el seu catàleg raonat d'obres d'El Greco.
Inscripció: GLOR[IA] INEXC[ELSIS D]EO / HOMI[NIBVS] / LAVDAMVSTE BENEDICIMV[STE]
Les mesures i la data de realització que esmenta no coincideixen amb les del Museu, que són les de la Infotaula, però aquesta diferència de mesures queda aclarida amb la informaciòn d'aquest Museu:
"56 7/8 x 39 7/8 in. (144.5 x 101.3 cm); with added strips 64 1/2 x 42 in. (163.8 x 106.7 cm)" Per tant, després de la darrera restauració, se li van afegir unes bandes que segurament estaven amagades darrera el marc, i que són força visibles a la part inferior i esquerra de l'obra.
La informació que ofereix aquest Museu, donada l'enorme similitud entre les dues pintures, és totalment vàlida per a la pintura del Museu del Patriarca, de València.

### Procedència
- Don Alfonso de Silva Fernández de Hijar y Campbell, 15è Duc d'Hijar, Madrid;
- Don Luis de Navas, Madrid (fins 1895);
- E. Kerr-Lawson, Escòcia (des de l'any 1895);
- Dugal McCorkindale, Carfin Hall, Lanarkshire, Escòcia (cap a 1899–1903;
- venda a Morrison & Co., Londres, Novembre 1903, no. 64, com a "la Nativitat");
- Eugene Glaenzer, New York, entre 1904–5;
- venut al Metropolitan Museum of Art

## Còpies
- Bilbao, Col·lecció privada; Segons Wethey, és del Taller d'El Greco; rèplica de la versió de New York; 66 x 71 cm.

- Ubicació desconeguda; segons Wethey, excessivament restaurat i repintat; còpia de la versió de València; 145 x 112 cm.
- Algorta;Bilbao; Còpia d'un fragment de la versió de València; 64 x 39 cm.[2]